# Tim Berners-Lee
Sir Timothy John Berners-Lee (ur. 8 czerwca 1955 w Londynie) – brytyjski fizyk i programista, współtwórca i jeden z pionierów usługi WWW, jednej z najpopularniejszych usług internetowych. W 1994 roku został przewodniczącym W3C.

## Życiorys

### Początki kariery
Odbył naukę w Emanuel School w Wandsworth. Jest absolwentem Queen College Uniwersytetu Oksfordzkiego. Tam zbudował komputer, lutując bramki TTL, procesor M6800 oraz używając starego odbiornika TV.
Nim stworzył WWW, miał już spore doświadczenie programistyczne. Tim był pierwszym inżynierem Plessey Telecommunications (systemy transakcji rozproszonych).

### Prototyp i propozycja
Półtora roku pracował jako konsultant w Europejskim Ośrodku Badań Jądrowych (CERN) w Genewie. W tym czasie napisał na własny użytek pierwszy program do przetrzymywania informacji korzystający z wielu relacji (wewnętrznych powiązań). Program ENQUIRE nigdy nie doczekał się publikacji, ale dał podstawy przyszłej idei World Wide Web.
W latach 1981–1984 pracował w Image Computer Systems Ltd nad kontrolą sprzętu w czasie rzeczywistym, oprogramowaniem graficznym i komunikacyjnym. W 1984 podjął ponownie współpracę z CERN, aby stworzyć rozproszony system kontroli i wymiany informacji w czasie rzeczywistym. Przede wszystkim zajmował się projektowaniem systemu dwukierunkowego wywoływania procedur (podwaliny HTTP).
W 1989 wystąpił z propozycją ogólnoświatowego projektu opartego na hipertekście – nazwanego World Wide Web. Oparte na ENQUIRE, WWW miało pozwolić na współpracę poprzez łączenie informacji wielu autorów w sieć dokumentów hipertekstowych. Napisał również swój pierwszy serwer, nazwany po prostu HTTPD i pierwszą aplikację kliencką, „WorldWideWeb” – przeglądarkę i edytor hipertekstu typu WYSIWYG działającą w środowisku NeXTStep. Pracę nad nią rozpoczął w październiku 1990 – program „WorldWideWeb” został udostępniony w sieci CERN w październiku tegoż roku, a w ogóle w Internecie latem 1991. Pierwszą opublikowaną przez Tima Bernersa-Lee stroną WWW była info.cern.ch (była to pierwsza strona WWW na świecie, nadal jest czynna – znajdują się na niej informacje na temat komputera, na którym została napisana oraz zdjęcia PC, pierwszego surfera oraz twórcy WWW).

### W3C
Do 1993 zajmował się nadal tworzeniem Sieci, koordynując pracę wielu użytkowników Internetu. Jego pierwotne specyfikacje URL/URI, HTTP oraz HTML były obiektem dyskusji i poprawek w coraz szerszych kręgach razem z rozwojem technologii WWW.
W 1994 powołał do życia Organizację W3C w Laboratorium Informatyki w Massachusetts Institute of Technology (MIT). Od tamtej pory jest dyrektorem World Wide Web Consortium, które zrzesza ogólnoświatowe środowiska WWW w: Massachusetts Institute of Technology, INRIA we Francji i Uniwersytecie Keio w Japonii. W3C stawia sobie za cel „prowadzenie Sieci do jej maksymalnych możliwości” (Leading the Web to Its Full Potential), zapewniając stabilność zarówno w gwałtownych, jak i ewolucyjnych zmianach sposobów jej użycia.
Jest autorem książki Weaving the Web („Tkając Sieć”) mówiącej o początkach i przyszłości WWW.

## Nagrody i odznaczenia
W 2002 został wyróżniony Nagrodą Japońską, a 16 lipca 2004 otrzymał tytuł Rycerza Orderu Imperium Brytyjskiego od Królowej Elżbiety za „wkład w ogólnoświatowy rozwój Internetu”. Tytuł ten jest jednym z najwyższych stopni szlachectwa nadawanego obywatelom brytyjskim. W 2007 został odznaczony brytyjskim Orderem Zasługi (Order of Merit).
W 2017 otrzymał przyznawaną przez Association for Computing Machinery Nagrodę Turinga za wynalezienie WWW i stworzenie związanych z nią algorytmów i protokołów.